# André Karch
André Karch (* 1984) ist ein deutscher Mediziner und Epidemiologe. Seit 2018 ist er Inhaber des Lehrstuhls für klinische Epidemiologie an der Universität Münster.

## Leben
Karch studierte zwischen 2003 und 2010 Medizin an der Julius-Maximilians-Universität Würzburg und der Technisch-Naturwissenschaftlichen Universität Norwegens Trondheim. 2010 und 2011 folgte ein Studium der Epidemiologie an der London School of Hygiene and Tropical Medicine. 2012 promovierte er an der Julius-Maximilians-Universität und dem Nationalen Referenzzentrum für Meningokokken zum Dr. med. Von 2011 bis 2013 war er Assistenzarzt und wissenschaftlicher Mitarbeiter an der Klinik für Neurologie und am Nationalen Referenzzentrum für transmissible spongiforme Enzephalopathien an der Georg-August-Universität Göttingen. Danach war er bis 2018 wissenschaftlicher Mitarbeiter in der Abteilung für Epidemiologie am Helmholtz-Zentrum für Infektionsforschung in Braunschweig. Seit 2018 ist er Lehrstuhlinhaber für klinische Epidemiologie an der Westfälischen Wilhelms-Universität Münster, stellvertretender Institutsdirektor des Instituts für Epidemiologie und Sozialmedizin und Leiter Klinische Epidemiologie.

## Wirken
Karchs Arbeiten betreffen die Epidemiologie neurodegenerativer Erkrankungen sowie auftretender Infektionskrankheiten mit Schwerpunkt auf Infektionen bei immunkompromittierten Patienten und Infektionen mit multiresistenten Erregern, zudem die Forschung zu Biomarkern (Schwerpunkt Liquorbiomarker und Mikrobiomforschung). Ebenso arbeitet er auf dem Gebiet der epidemiologischen und statistischen Methoden und hier vor allem zu Diagnose- und Prognosestudien und zur mathematischen Modellierung von Infektionskrankheiten.
Karch ist Koautor zahlreicher Fachartikel; unter anderem trug er zur Studie Global Burden of Disease 2016 bei und ist in diesem Kontext Mitautor in einer Reihe besonders stark zitierter Artikel aus dem Jahr 2017 in der Zeitschrift The Lancet.